# المصرف الأهلي العراقي
 المصرف الأهلي العراقي  مصرف عراقي خاص أُسس عام 1995،  يبلغ رأس المال للمصرف 250 مليار دينار.